# Nakovanski divlji konj
Nakovanski divlji konj je divlji konj koji je nekad živio u Hrvatskoj, na Pelješcu, kod mjesta Nakovane. Nastao je od pitomih konja koje su Nakovjani držali na ispašu na području Sv. Ilije. Do pred Domovinski rat bilo je krdo povećalo se do brojke od dvadesetak grla. Tijekom rata pobijeni su automatskim oružjem te ih je snašla sudbina koja je pogodila populacije sličnih vrsta: nakovanskog tovara i divljeg magarca.